# Facundo Zabaleta
Facundo Zabaleta Labandibar nacido el 19 de marzo de 1934, en Oyarzun (Guipúzcoa, España). Fue un ciclista español, profesional entre los años 1954 y 1960, durante los que consiguió 3 victorias.
Es de destacar su dedicación al ciclocrós, en el que logró dos subcampeonatos de España.

## Palmarés
1955
- Renteria
- 2.º en el Campeonato de España de Ciclocrós

1957
- Estella
- 2.º en el Campeonato de España de Ciclocrós

1958
- Clásica de Ordizia

## Resultados en Grandes Vueltas y Campeonato del Mundo
Durante su carrera deportiva ha conseguido los siguientes puestos en las Grandes Vueltas y en los Campeonatos del Mundo en carretera y ciclocrós:
| Carrera              | 1954 | 1955 | 1956 | 1957 | 1958 | 1959 | 1960 |
| -------------------- | ---- | ---- | ---- | ---- | ---- | ---- | ---- |
| Giro de Italia       | -    | -    | -    | -    | -    | -    | -    |
| Tour de Francia      | -    | -    | -    | -    | -    | -    | -    |
| Vuelta a España      | -    | -    | -    | -    | Ab.  | -    | -    |
| Mundial en Ruta      | -    | -    | -    | -    | -    | -    | -    |
| Mundial de Ciclocrós | -    | -    | 21.º | -    | 17.º | -    | -    |

-: no participa

Ab.: abandono

## Equipos
- Independiente (1954)
- CD Añorga (1955)
- Mostajo-UC Tarrasa (1956)
- Real Unión Palmera (1957)
- Beasáin-Caobania (1958)
- Independiente (1959-1960)